# Discosauriscus
Discosauriscus è un genere estinto di tetrapodi, appartenente agli seymouriamorfi, dalle forme e dimensioni simili a quelle di una salamandra. I suoi resti, risalenti al Permiano inferiore (circa 270 milioni di anni fa) sono stati scoperti in Europa centrale e orientale.

## Descrizione
Il gruppo a cui appartiene il discosaurisco è quello dei seymouriamorfi (Seymouriamorpha), animali parzialmente terrestri i cui rappresentanti sono stati classificati variamente come rettili o anfibi. In realtà questo gruppo possiede caratteristiche di entrambe le classi, e attualmente è posto vicino all'origine dei rettili. Il discosaurisco, in particolare, è noto attraverso vari scheletri che non superano la lunghezza di una trentina di centimetri. 

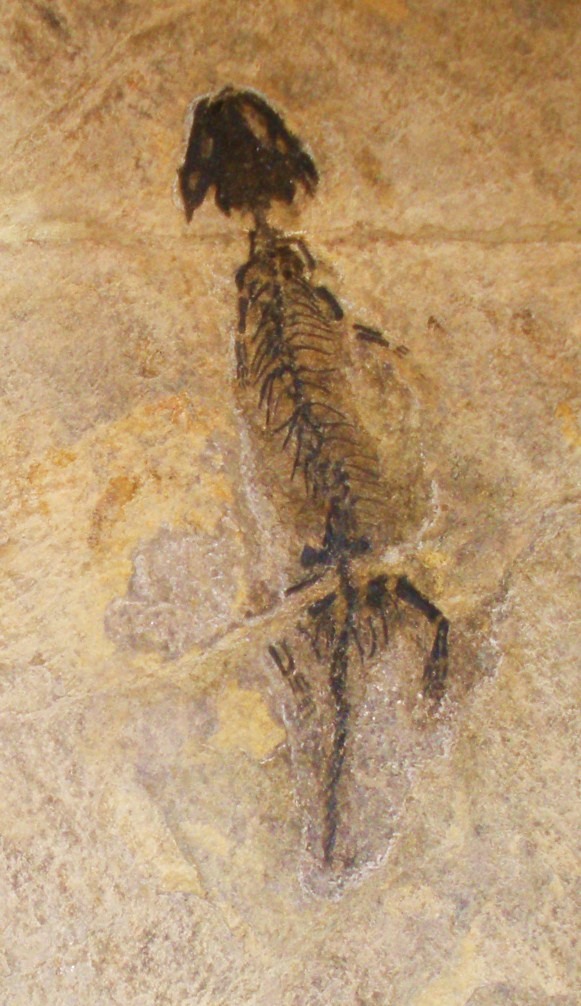
Fossile di Discosauriscus pulcherrimus

Il corpo è simile a quello di una salamandra, lungo e stretto, e le zampe sono corte. Il cranio, però, rivela affinità con Seymouria, un tempo ritenuto essere il rettile più primitivo. La forma del corpo del discosaurisco lo identifica come un animale acquatico, anche perché erano presenti vere e proprie branchie esterne per la respirazione in acqua. Recenti scoperte fanno supporre che in realtà i fossili di discosaurisco finora conosciuti rappresentino tutti degli esemplari giovanili. Le specie conosciute di Discosauriscus sono due: D. pulcherrimus e D. austriacus. Altri animali molto simili a Discosauriscus, e anch'essi conosciuto solo per esemplari giovanili o larvali, sono Utegenia e Ariekanerpeton. Il genere Letoverpeton, precedentemente ritenuto a sé stante, viene incluso ora nel genere Discosauriscus.